# Municipio de Marboe
El municipio de Marboe (en inglés: Marboe Township) es un municipio ubicado en el condado de Sargent en el estado estadounidense de Dakota del Norte. En el año 2010 tenía una población de 29 habitantes y una densidad poblacional de 0,41 personas por km².

## Geografía
El municipio de Marboe se encuentra ubicado en las coordenadas 45°58′16″N 97°18′9″O / 45.97111, -97.30250. Según la Oficina del Censo de los Estados Unidos, el municipio tiene una superficie total de 70.66 km², de la cual 68,26 km² corresponden a tierra firme y (3,4 %) 2,4 km² es agua.

## Demografía
Según el censo de 2010, había 29 personas residiendo en el municipio de Marboe. La densidad de población era de 0,41 hab./km². De los 29 habitantes, el municipio de Marboe estaba compuesto por el 100 % blancos. Del total de la población el 0 % eran hispanos o latinos de cualquier raza.